# Giga (typ jachtu)
Giga – turystyczny kabinowy jacht żaglowy (slup).
Jacht przeznaczony był do żeglowania po jeziorach i morskich wodach przybrzeżnych. Konstruktorem był Witold Tobis w latach 70. XX wieku. Mogło w nim pływać od czterech do pięciu osób (miał cztery koje). Można było w nim umieszczać silnik zaburtowy. Opracowano trzy wersje podwodnej części kadłuba:
- balastowo-mieczową,
- z kilem płytkim,
- z kilem głębokim[2].

## Informacje techniczne
- długość: 6,2 m,
- szerokość: 2,10 m,
- zanurzenie: 0,62 lub 0,75 m,
- ożaglowanie: 18,2 m²[1].